# Chondrostethus woodfordi
Chondrostethus woodfordi är en insektsart som beskrevs av Kirby 1896. Chondrostethus woodfordi ingår i släktet Chondrostethus och familjen Phasmatidae. Inga underarter finns listade i Catalogue of Life.